# Cometa (EP)
Cometa è il secondo EP del gruppo Marlene Kuntz, pubblicato nel 2001.

## Il disco
L'EP contiene, oltre alla title track, l'inedito Playboys latini, una riproposizione de La mia promessa, nuove registrazioni di Nuotando nell'aria e Tradusamerica, le versioni remix di Infinità e Come stavamo ieri e la versione live de La vampa delle impressioni.

## Tracce
1. Cometa – 9:11
2. La mia promessa (in paradiso) – 8:16
3. Nuotando nell'aria – 6:15
4. Trasudamerica – 5:17
5. Playboys latini – 3:33
6. Infinità (Here remix) – 4:34
7. Come stavamo ieri (Teho remix) – 3:54
8. La vampa delle impressioni (live) – 8:15

## Formazione
- Cristiano Godano - voce, chitarra
- Riccardo Tesio - chitarra
- Luca Bergia - batteria, cori
- Dan Solo - basso